# Arcoză
Arcoza este o gresie cu un conținut ridicat de feldspat. Arcoza este rezultatul dezagregării mecanice a granitelor, granodioritelor, gnaiselor, precum și al altor roci cu conținut ridicat de feldspat. Componentele de bază sunt cristalele de cuarț și de feldspat, ultimele cu un conținut de minim 25%. Arcoza variază amplu în culoare, aspect strict legat de tipul feldspatului din compoziția sa. 